# سامول گریگوریان
سامْوِل گریگوریان (ارمنی: Սամվել Գրիգորյան؛ ۲۰ آوریل ۱۹۰۷ در روستای شوش جمهوری آرتساخ – ۷ ژوئن ۱۹۸۷) یک زبان‌شناس، شاعر، و مترجم اهل ارمنستان شوروی بود. گریگوریان شاعر ملی جمهوری آذربایجان در سال ۱۹۸۴ میلادی و بین سال‌های ۱۹۵۹–۱۹۸۵، عضو شورای عالی آذربایجان شوروی بود.

## زندگی‌نامه
در روستای شوش جمهوری آرتساخ به دنیا آمد و از دانشگاه دولتی ایروان فارغ‌التحصیل شد. بین سال‌های ۱۹۲۸ تا ۱۹۵۹ مدیر برنامه رادیو ارمنی در باکو بود. بین سال‌های ۱۹۵۷ تا ۱۹۷۹ سردبیر نشریه ادبی ارمنی‌زبان "Grakan Adrbejan" چاپ باکو بود.